# 이브 투쉬넷
이브 투쉬넷(Eve Tushnet, 1978년 출생)은 미국 레즈비언 로마 가톨릭 저자이자 블로거이자 연설가이다. 책 출판 외에도 그녀는 블로그를 운영하고 있으며 아메리칸 스펙테이터, 커먼윌, 내셔널 가톨릭 레지스터, 내셔널 리뷰, 아메리카 매거진, 및 더 워싱턴 블레이드 등 여러 주요 잡지에 정기적으로 글을 기고한 바 있다.

## 배경
그녀의 부친은 하버드 법학대 교수인 마크 투쉬넷이다. 그녀의 모친은 엘리자베스 알렉산더는 미국 시민 자유 연합(ACLU)의 국가 교도소 프로젝트를 지휘하고 있다. 그녀의 여동생 레베카 투쉬넷도 하버드 로스쿨의 교수이다.
투쉬넷은 13~14세쯤에 레즈비언으로 커밍아웃했고 그녀의 가족은 이를 지지해줬다. 그녀는 1996년에 "행복한 레즈비언"이라는 이름으로 예일 대학교에 입학했다. 세속적 유대인 가정에서 자란 그녀는 1998년 2학년 때 19세에 가톨릭으로 개종했다. 대학 졸업 후 그녀는 내셔널 가톨릭 레지스터 (국립 가톨릭 등록부)에 가입했다. 그녀는 보수주의 싱크탱크 인 맨해튼 정책연구소(Manhattan Institute for Policy Research)에서 연구원으로도 활동했다.

## 견해
투쉬넷은 이성애 결혼 외의 성관계는 용납하지 않 가톨릭 교회의 가르침 때문에 금욕주의자이다. 그녀는 동성 결혼을 지지하지 않으며, 결혼은 이성애자들에게만 허용되어야 한다고 말하며 이들의 "관계는 독특하게 위험할 수도 있고 유익할 수도 있다. 따라서 이들을 구조화하고 전달하는 데 전념하는 기관을 갖는 것이 합리적이다"라고 말했다.
그녀는 2010년 뉴욕 타임즈와의 인터뷰에서 다음과 같이 말했다. "가장 중요한 것은 내가 게이 (동성애자)인 것을 정말 좋아하고 가톨릭 신자인 것도 정말 좋아한다는 것. (...) 날 보고 아무도 다시는 '자기혐오한다'라고 말하지 않는다면 그건 너무 이를 것."

## 서지

### 소설
- 《보상, 소설》. 2015.
- 《벌: 사랑 이야기》.

### 단편소설
| 제목                    | 년도   | 처음 출판됨 | 재인쇄/수집 | 노트 |
| ----------------------- | ------ | ----------- | ----------- | ---- |
| 나와 같은 내용의 이야기 | 2009년 |             |             |      |

### 논픽션
- 《게이, 그리고 동시에 가톨릭 : 나의 섹슈얼리티를 받아들이기, 공동체를 찾아가기, 나의 신앙을 살아내기》. 2014.
- — (2021). 《너그러움: 하느님의 엄청난 사랑을 경험하고 거절함의 학습을 멈추고 싶다면 필요한 한 게이 크리스천의 길잡이》.
- “오 축복의 버스!”. 《Commonweal》 150 (1): 78–79. January 2023.